# 위마니우스
위마니우스(학명:Wimanius odontopalaus)는 어룡목 믹소사우루스과에 속하는 어룡이다. 지금은 멸종된 종으로서 전체적인 몸길이가 4~6m인 거대한 어룡에 속한다.

## 특징
위마니우스는 혼합사우루스과인 어룡으로서 위마니우스과의 유일한 속이다. 그것은 현재의 스위스인 트라이아스기에 존재했다. 1998년에 마이슈와 마츠케가 몬테산조르지오 층에서 발견된 화석을 바탕으로 기술했으며 모식종은 위마니우스 오돈토팔라투스다. 위마니사우루스는 길쭉하게 확장된 주둥이를 가지고 있으며 눈은 머리 바로 아래에 위치해 있다. 꼬리지느러미도 매우 길고 크게 발달되어 있으며 등지느러미는 2개를 가지고 있다. 또한 위마니우스는 생존했을 당시에선 흰색의 등과 흰색의 배를 가졌을 종으로 추정된다. 주둥이의 양턱에는 총 25~35개의 톱니 모양을 가진 날카로운 이빨을 가지고 있다. 먹이로는 당대에 서식했던 물고기, 갑각류, 두족류를 주로 섭이했을 육식성의 어룡으로 추정되는 종이다.

## 생존시기와 서식지와 화석의 발견
위마니우스가 생존했었던 시기는 중생대의 트라이아스기 중기로서 지금으로부터 2억 2000만년전~2억년전에 생존했었던 종이다. 생존했었던 시기에는 유럽을 중심으로 하는 대서양, 북극해, 지중해에서 주로 서식했었던 어룡이 된다. 화석의 발견은 1998년에 스위스의 트라이아스기에 형성된 지층에서 유럽의 고생물학자인 마이슈와 마츠케에 의하여 처음으로 화석이 발견되어 새롭게 명명된 종이다.

## 같이 보기
- 파충류
- 중생대
- 트라이아스기
- 어룡
- 화석